# Uitgeverij Het Spectrum
Uitgeverij Unieboek | Het Spectrum b.v. is een Nederlandse uitgeverij. Zij biedt zowel onder eigen naam, als onder twee andere merknamen uitgaven aan: Winkler Prins en Prisma. Bij het huidige Unieboek/Het Spectrum werken ongeveer 80 mensen.
Opgericht in 1935 door de boekhandelaars P.H. Bogaard en A.H. Bloemsma en gevestigd in een kamer boven een banketbakkerij in de Biltstraat in Utrecht, groeide de uitgeverij uit tot een van de grootste van Nederland. In juni 2001 werd het onderdeel Elsevier Bedrijfs Informatie (EBI) overgenomen. 
Van september 1999 tot 2010 was Het Spectrum onderdeel van PCM Algemene Boeken, daarna is de uitgeverij samengevoegd met Unieboek en als Unieboek/Het Spectrum doorverkocht aan de Belgische uitgever Lannoo.

## Prisma
In de beginjaren was Het Spectrum een progressief-katholieke uitgeverij die ernaar streefde een breed publiek van goede lectuur te voorzien. Daarom werden veel boeken uitgebracht in het goedkope pocketformaat. Deze formule kreeg na de oorlog de naam Prisma Pockets. Deze serie werd na de introductie in de jaren 1950 al snel een begrip: vrijwel alle denkbare onderwerpen plus klassiekers uit de wereldliteratuur voor slechts 1,25 gulden per stuk. De Prismaserie was geïnspireerd op de Salamanderpockets, het Nederlandse equivalent van de Britse Penguin pockets, en op de Franse Livres de Poche. 
Het aanbod liep uiteen van Dostojewski en andere grote Russen, tot de complete Dickens, maar ook veel ontspanningslectuur vertaald uit allerlei talen en landen. Vooral Engelse boeken kwamen aan bod: Edgar Wallace, P.G. Wodehouse met zijn geniale butler Jeeves en Dorothy Sayers met haar upperclass-detective Lord Peter Wimsey waren populair. Ook In de ban van de Ring van J.R.R. Tolkien vond zijn grootste verspreiding als Prisma. Voor de jeugd was er onder meer Biggles in de serie Prisma Juniores. 
Grote namen uit Nederland waren Godfried Bomans en Anton van Duinkerken. Ook werden er talloze non-fictionboeken en instructieboeken uitgegeven (Tekenen en schilderen als liefhebberij, het Prisma fotoboek, de Prisma schaakboeken) en veel naslagwerken en gidsen. De Prisma woordenboeken pasten in deze lijn. Op vele middelbare scholen zijn deze woordenboeken nog steeds verplicht. De nummering van de Prisma's loopt per 2009 tot ongeveer 2800. Sinds enkele jaren publiceert Het Spectrum onder het imprint Prisma uitsluitend nog woordenboeken en taalboeken.

## Grote Spectrum Encyclopedie
In de jaren 1970 startte de uitgeverij met een nieuw encyclopedieproject, de Grote Spectrum Encyclopedie, die anders van opzet en uitvoering moest zijn dan de concurrent, de Grote Winkler Prins van Elsevier. Er kwamen aanvankelijk 24 delen uit, plus later een supplement. De opzet was thematisch, en een Nederlandse redactie schreef de samenvattende artikelen op basis van informatie van deskundigen. De GSE bevatte 9000 samenvattende artikelen en 40.000 kortere. Hoofdredactrice was onder meer Inez van Eijk.
Alle illustraties waren nieuw gemaakt, in samenwerking met de grote Britse uitgeverij Mitchell Beazley, die gespecialiseerd was in verklarende geïllustreerde boeken. De uitgave was een groot financieel risico, en een gematigd succes. Een beknopte nevenuitgave verscheen onder de naam 'Dit is je Wereld', met hetzelfde heldere illustratiewerk van Mitchell Beazley.

## Huidige auteurs
Omdat de uitgeverij algemene boeken uitgeeft, is bij het grote publiek weinig kennis van de namen van auteurs die werk publiceren bij Het Spectrum. Tot de meer bekende Nederlandstalige auteurs behoren Hubrecht Duijker (wijn), Han van Bree (Het aanzien van ....) en Ben Tiggelaar (management).
Van 1974 tot en met 1986 was Marcel P. Nuijten als bureauredacteur verantwoordelijk voor de inhoudelijke kwaliteit van onder meer de 'Klassieken'-reeks, de 25-delige pocketreeks Spectrum der Nederlandse letterkunde en de jeugdboeken, waaronder de serie 'Beroemde avonturen', de Biggles-reeks en de Karl May-reeks.

## Na 2000
Het Spectrum heeft sinds 2000 onder meer printing-on-demand ontwikkeld voor oude titels (backlist). Via dit systeem is het mogelijk om een herdruk van een oude titel te bestellen. De uitgeverij blijft ook naslagwerken uitgeven.

## Imprints
Het Spectrum werkte met verschillende imprints voor pocketboeken, onder andere:
- Prisma-boeken
- Prisma-compendia. 'Het pocketboek voor studie en praktijk'.
- Prisma-juniores
- Prisma-kinderpockets
- Aula-reeks 'Het wetenschappelijke pocketboek'
- Marka
- Pictura. 'Het geïllustreerde pocketboek'
- Aula-Paperback
- De kortste introductie - vertalingen van uitgaven in de A Very Short Introduction reeks van Oxford University Press